# Rodney Pattisson
Rodney Stuart Pattisson (Campbeltown, 5 augustus 1943) is een Brits zeiler.
Pattisson won tijdens de Olympische Zomerspelen 1968 samen met Iain MacDonald-Smith de gouden medaille in de Flying Dutchman. Vier jaar later prolongeerde Pattisson ditmaal met Christopher Davies zijn olympische titel. Tijdens de Olympische Zomerspelen 1976 moest Pattisson genoegen nemen met de zilveren medaille.
Pattisson werd in 1969, 1970 en 1971 wereldkampioen in de Flying Dutchman klasse.

## Resultaten

### Wereldkampioenschappen
| Jaar | Plaats      | Resultaten             |
| ---- | ----------- | ---------------------- |
| 1969 | Napels      | Flying Dutchman klasse |
| 1970 | Adelaide    | Flying Dutchman klasse |
| 1971 | La Rochelle | Flying Dutchman klasse |

### Olympische Zomerspelen
| Jaar | Plaats      | Resultaten             |
| ---- | ----------- | ---------------------- |
| 1968 | Mexico-stad | Flying Dutchman klasse |
| 1972 | München     | Flying Dutchman klasse |
| 1976 | Montreal    | Flying Dutchman klasse |

1960: Bjørn Bergvall / Peder Lunde ·
1964: Helmer Pedersen / Earle Wells ·
1968: Iain MacDonald-Smith / Rodney Pattisson ·
1972: Christopher Davies / Rodney Pattisson ·
1976: Eckart Diesch / Jörg Diesch ·
1980: Alejandro Abascal / Miguel Noguer ·
1984: William Carl Buchan / Jonathan McKee ·
1988: Christian Grønborg / Jørgen Bojsen-Møller ·
1992: Luis Doreste / Domingo Manrique
- International Standard Name Identifier: 0000 0000 3463 3560
- Library of Congress Control Number: n86115729
- Virtual International Authority File: 1495959
- WorldCat: E39PBJB4j4QvfKPbjmJyfHMdcP